# Guarea jamaicensis
Guarea jamaicensis är en tvåhjärtbladig växtart som beskrevs av George Richardson Proctor. Guarea jamaicensis ingår i släktet Guarea och familjen Meliaceae. Inga underarter finns listade i Catalogue of Life.